# ماك أو إس سونوما
ماك أو إس سونوما (بالإنجليزية: macOS Sonoma)‏ (الإصدار 14) هو الإصدار الرئيسي القادم من ماك أو إس، وهو نظام تشغيل أبل لأجهزة كمبيوتر Mac. تم الإعلان عن خليفة ماك أو إس فينتورا في مؤتمر أبل للمطورين العالميين (WWDC) 2023 في 5 يونيو 2023، ومن المتوقع إصداره في أواخر عام 2023.
تم تسمية نظام التشغيل على اسم مدينة سونوما في كاليفورنيا للاحتفال بمنطقة النبيذ المشهورة عالميًا.

## وصلات خارجية
- الموقع الرسمي

1. ↑  وصلة مرجع: https://support.apple.com/en-us/122069.